# Antignano (przystanek kolejowy)
Antignano (wł. Stazione di Antignano) – przystanek kolejowy w Livorno (dzielnica Antignano), w prowincji Livorno, w regionie Toskania, we Włoszech. Znajduje się na linii Piza – Rzym. 
Według klasyfikacji RFI ma kategorię brązową.

## Linie kolejowe
- Linia Piza – Rzym

## Połączenia
Przystanek jest obsługiwany przez pociągi regionalne Trenitalia, przeprowadzane w ramach umów o świadczenie usług określonych w regionie Toskanii, zwanych "Memorario".